# Vestibularsyndrom
Unter dem Vestibularsyndrom (Vestibular-Syndrom) versteht man das Auftreten einer typischen Kombination krankhafter Symptome, die mit Störungen des Gleichgewichtsorgans (auch Vestibularapparat) einhergehen. Das Vestibularsyndrom tritt vor allem bei Hunden und Katzen auf und zählt zu den häufigsten neurologischen Erkrankungen dieser Haustiere. Das Syndrom äußert sich in plötzlich einsetzenden Symptomen wie Augenzittern, Kopfschiefhaltung, Gangunsicherheit und Erbrechen. Ähnliche Symptome treten beim Menschen bei Erkrankungen des Innenohrs wie dem Morbus Menière oder der Neuritis vestibularis auf.

## Ursachen
Als Auslöser des Vestibular-Syndroms kommen eine ganze Reihe verschiedener Ursachen in Betracht. Je nach Lokalisation der zugrundeliegenden Erkrankung werden zwei grundsätzliche Typen unterschieden, die sich anhand der unterschiedlichen Ausprägung der Symptome gut voneinander unterscheiden lassen: das periphere und das zentrale Vestibularsyndrom. Während das seltenere, zentrale Vestibularsyndrom auf Infektionen (z. B. Staupe, FIP, Toxoplasmose) und entzündliche Vorgänge (Enzephalitis) oder Läsionen im Bereich des Zentralnervensystems bzw. Hirnstamms zurückgeht, sind für das häufiger auftretende, periphere Vestibularsyndrom Probleme in der Peripherie des Innenohres verantwortlich, die das Gleichgewichtsorgan direkt in Mitleidenschaft ziehen. Auch dem peripheren Vestibularsyndrom liegen häufig entzündliche Prozesse zugrunde, die von aufsteigenden Mittelohrinfektionen, gerade bei Katzen aber auch von Polypen, seltener Tumoren, herrühren können. Geht das periphere Vestibularsyndrom auf eine erblich bedingte Fehlbildung des Gleichgewichtsorgans zurück, spricht man von einem kongenitalen Vestibularsyndrom, welches bereits bei kleinen Welpen bzw. Katzenjungen auftritt. Hingegen führen degenerative Prozesse bei alten Hunden häufig zur Ausbildung eines geriatrischen Vestibularsyndroms. Als Auslöser hierfür werden Störungen des endolymphatischen Flusses durch Eindickung der Perilymphe im Bereich der Bogengänge, aber auch autoimmunologische Prozesse, Durchblutungsstörungen sowie medikamentös bedingte Intoxikationen (Vergiftungen) des Innenohrs diskutiert. Die genaue Ursache ist bisher nicht bekannt, man spricht daher alternativ vom idiopathischen  Vestibularsyndrom. In seltenen Fällen kann auch eine Schilddrüsenunterfunktion (Hypothyreose) zur Ausbildung eines Vestibularsyndroms führen.

## Symptomatik
Das Vestibularsyndrom tritt in Form meist einseitiger, neurologischer Ausfallerscheinungen auf, die an Schlaganfallsymptome des Menschen erinnern. Das Tier hat Gleichgewichts- oder Koordinationsstörungen (Ataxie), kann sich mitunter nicht mehr auf den Beinen halten, zeigt häufig eine auffallende Schiefhaltung des Kopfes, die Augen schielen (Strabismus) oder weisen ziellose, rhythmische Augenbewegungen (Nystagmus) auf. Die Symptome stehen im direkten Zusammenhang mit der Schädigung des Gleichgewichtsapparates. Das Tier kann sich nicht mehr im Raum orientieren und erleidet eine mehr oder weniger ausgeprägte Schwindelattacke, die nicht selten auch Übelkeit und Erbrechen hervorruft. Häufig wirken die Tiere desorientiert und zittern. Bei milderen Verlaufsformen sind die Symptome weniger deutlich, die Tiere zeigen Gangauffälligkeiten, kommen mit dem Schwindel aber einigermaßen zurecht und verhalten sich relativ normal.

## Diagnose und Behandlung
Anhand der auffallenden Symptomatik (insbesondere Nystagmus, Kopfschiefhaltung, Ataxie, Erbrechen) ist das Vestibularsyndrom schnell zu erkennen. Der Tierarzt wird versuchen, anhand von Anamnese, Otoskopie und neurologischen Untersuchungen, die Erkrankung zu lokalisieren (zentrales oder peripheres Vestibularsyndrom) und differentialdiagnostisch den Auslöser der Erkrankung zu bestimmen. Unter Umständen sind dafür weitergehende Untersuchungen (z. B. Blutuntersuchungen, MRT) erforderlich. Die Behandlung zielt häufig, insbesondere beim idiopathischen Vestibularsyndrom, zunächst auf eine Linderung der Symptome z. B. durch Antiemetika, durchblutungsfördernde Infusionstherapie, evtl. auch Sedativa. Kann eine auslösende Grunderkrankung diagnostiziert werden bestimmt diese den Verlauf der weiteren Behandlung.
Auch physiotherapeutische Verfahren können zur Anwendung kommen. Beispielsweise kann je nach Größe und Kooperation des Hundes ein (modifiziertes) Epley-Manöver angewendet werden.

## Behandlungsaussichten (Prognose)
Die Prognose eines Vestibularsyndroms ist abhängig von der Lokalisation der Erkrankungen. Während das zentrale Vestibularsyndrom oft auf schwerwiegende und schwer zu behandelnde Krankheiten hinweist, ist das periphere Vestibularsyndrom häufig gut in den Griff zu bekommen. Die besten Aussichten zeigt das idiopathische Vestibularsyndrom, das regelmäßig – mitunter spontan, ohne Behandlung – innerhalb weniger Tage bis zwei Wochen wieder vollständig verschwindet. Rezidive sind jedoch möglich. In manchen Fällen kann eine dezente Kopfschiefhaltung übrig bleiben, die jedoch die Lebensqualität des Tieres nicht weiter zu beeinträchtigen scheint.